# Бисјер (Сена и Марна)
Бисјер (фр. Bussières) је насељено место у Француској у региону Париски регион, у департману Сена и Марна.
По подацима из 2011. године у општини је живело 461 становника, а густина насељености је износила 52,33 становника/km².

## Демографија
| 1962. | 1968. | 1975. | 1982. | 1990. | 2011. |
| ----- | ----- | ----- | ----- | ----- | ----- |
| 262   | 262   | 290   | 448   | 432   | 461   |